# Самоходная машина
В России самоходная машина — это тракторы, самоходные дорожно-строительные машины, коммунальные, сельскохозяйственные машины, внедорожные автомототранспортные средства и другие наземные безрельсовые механические транспортные средства, имеющие ДВС объемом свыше 50 см3 или электродвигатель максимальной мощностью более 4 кВт, на которые оформляются паспорта самоходных машин и других видов техники (за исключением наземных самоходных устройств категорий «L», «M», «N» на колесном ходу с мощностью двигателя (двигателей) более 4 кВт или с максимальной конструктивной скоростью более 50 км/ч, предназначенные для перевозки людей, грузов или оборудования, установленного на них, на прицепы (полуприцепы) к ним и транспортные средства, самоходные машины, военную, специальную и другие виды техники Вооруженных Сил Российской Федерации, других войск, воинских формирований и органов, опытные (испытательные) образцы вооружения, военной и специальной техники, в том числе относящиеся к продукции военного назначения, и на специальную аэропортовую технику, предназначенную для обслуживания воздушных судов и эксплуатационного содержания аэродромов).

## Классификация
Классификация самоходных машин по категориям допуска удостоверений тракториста-машиниста (тракториста). С 13 ноября 2011 года были введены новые категории — A II, A III, A IV, которые являются аналогами обычных категорий B, C, D только для внедорожных ТС (т.е не предназначенных для движения по автомобильным дорогам общего пользования).

### Категория А I
Внедорожные мототранспортные средства, либо имеющие максимальную конструктивную скорость менее 50 км/ч.
|  |  |

### Категория А II
Внедорожные автотранспортные средства (либо имеющие максимальную конструктивную скорость менее 50 км/ч), разрешенная максимальная масса которых не превышает 3500 килограммов и число сидячих мест которых, помимо сиденья водителя, не превышает 8.

### Категория А III
Внедорожные автотранспортные средства (либо имеющие максимальную конструктивную скорость менее 50 км/ч), разрешенная максимальная масса которых превышает 3500 килограммов (за исключением относящихся к категории «А IV»).
|  |  |

### Категория А IV
Внедорожные автотранспортные средства (либо имеющие максимальную конструктивную скорость менее 50 км/ч), предназначенные для перевозки пассажиров и имеющие, помимо сиденья водителя, более 8 сидячих мест.

### Категория В
Гусеничные и колёсные машины с двигателем мощностью до 25,7 кВт (до 35 л.сил)
|  |  |

### Категория С
Колёсные машины с двигателем мощностью от 25,7 до 110,3 кВт. (до 150 л.сил)

### Категория D
Колёсные машины с двигателем мощностью свыше 110,3 кВт. (свыше 150 л.сил)

### Категория Е
Гусеничные машины с двигателем мощностью свыше 25,7 кВт. (свыше 35 л.сил)
|  |  |

### Категория F
Самоходные сельскохозяйственные машины.
|  |  |  |  |

## Удостоверение тракториста-машиниста (тракториста)
В России выдается подразделениями Гостехнадзора после сдачи экзаменов. Представляет собой ламинированную карточку на бумажной основе. Государственная пошлина за выдачу составляет 500 руб.

### Требования к кандидату в трактористы
Для допуска к экзамену кандидат должен соответствовать следующим требованиям:
- пройти профессиональное обучение или получить профессиональное образование или дополнительное профессиональное образование по программам, связанным с управлением самоходными машинами установленных категорий и предоставить соответствующий документ об образовании (квалификации);
- пройти медицинское освидетельствование и получить медицинскую справку, подтверждающую отсутствие медицинских противопоказаний для управления самоходными машинами;
- достигнуть соответствующего возраста и иметь определённый стаж:
  - Категория A I — возраст 16 лет;
  - Категория A II — возраст 19 лет, стаж 12 месяцев автомобильной категории B;
  - Категория A III — возраст 19 лет, стаж 12 месяцев автомобильной категории C;
  - Категория A IV — возраст 22 года, стаж 12 месяцев автомобильной категории D;
  - Категория B — возраст 17 лет;
  - Категория C — возраст 17 лет;
  - Категория D — возраст 18 лет;
  - Категория E — возраст 17 лет;
  - Категория F — возраст 17 лет.

### Графа «Особые отметки»
В графе «Особые отметки» производятся разрешительные, ограничительные и информационные отметки (о квалификациях, об управлении в очках, стаж, группа крови и др.). Например: водитель погрузчика, машинист автогрейдера, оператор форвардера, машинист бульдозера и так далее
Основанием для внесения в удостоверение записи в особые отметки служат документы об обучении по профессии, а именно свидетельство о профессии рабочего. Запись не является основанием для приёма на работу. Таким основанием является свидетельство о профессии рабочего должности служащего с соответствующим разрядом. 

### Порядок сдачи экзаменов
Экзамены сдаются в следующей последовательности:
- по эксплуатации самоходных машин (в части безопасной эксплуатации) (кроме категории "F" и квалификации тракториста-машиниста) — теория;
- по эксплуатации самоходных машин, сельскохозяйственных машин и оборудования (для категории "F" и получивших квалификацию тракториста-машиниста) — теория;
- по правилам дорожного движения — теория;
- комплексный (по практическим навыкам вождения, безопасной эксплуатации машин и правилам дорожного движения) — практика.

Практический экзамен принимается в 2 этапа:
первый — на закрытой от движения площадке или трактородроме;
второй — на специальном маршруте в условиях реального функционирования самоходной машины.